# Języki urzędowe Indii
Indie zamieszkiwane są przez różne ludy, które posługują się w sumie 415 językami.
Konstytucja Indii przyznała specjalny status dwóm językom: hindi i angielskiemu jako oficjalnym językom komunikacji w rządzie centralnym Indii. Ponadto wyróżniono 21 języków dodatkowych, które mogą być przyjmowane przez poszczególne stany federacji jako regionalne języki urzędowe. Języki te należą do różnych rodzin i grup językowych: indoeuropejskich, drawidyjskich, munda i innych.
Od 1965 r. rząd indyjski przymierzał się do stopniowego wycofania języka angielskiego i zastępowania go przez hindi. Angielski miał być jedynie językiem pomocniczym administracji (np. w sądownictwie), i to tylko do momentu, gdy będzie można wprowadzić hindi w całej administracji. Wywołało to jednak protesty pozostałych grup językowych nie posługujących się hindi (hindi posługuje się tylko 180 mln (1991 r.) spośród miliarda mieszkańców subkontynentu). Jednocześnie na skutek postępującej modernizacji i industrializacji kraju, angielski jest coraz częściej używany, zwłaszcza przez kręgi biznesowe.

## Języki urzędowe (administracja centralna)
- hindi
- angielski (pomocniczy)

## Pozostałe języki urzędowe (wyznaczone do użytku urzędowego na poziomie stanowym)
- assamski (język urzędowy w stanie Asam)
- bengalski (język urzędowy w stanach Tripura i Bengal Zachodni)
- bodo (język urzędowy w stanie Asam)
- dogri (język urzędowy w stanie Dżammu i Kaszmir)
- gudźarati (język urzędowy w stanach i terytoriach Dadra i Nagarhaweli, Daman i Diu oraz Gujarat)
- hindi (język urzędowy w stanach i terytoriach Andamany i Nikobary, Bihar, Czandigarh, Chhattisgarh, Delhi, Hariana, Himachal Pradesh, Jharkhand, Madhya Pradesh, Radżastan, Uttar Pradesh i Uttarakhand)
- kannada (język urzędowy w stanie Karnataka)
- kaszmirski (język urzędowy w stanie Dżammu i Kaszmir)
- konkani (język urzędowy w stanie Goa)
- maithili (język urzędowy w stanie Bihar)
- malajalam (język urzędowy w stanach Kerala i na Lakszadiwach)
- manipuri (język urzędowy w stanie Manipur)
- marathi (język urzędowy w stanie Maharashtra)
- nepali (język urzędowy w stanie Sikkim)
- orija (język urzędowy w stanie Orisa)
- pendżabski (język urzędowy w stanie Pendżab)
- sanskryt (język literacki starożytnych, średniowiecznych i wczesnonowożytnych Indii, używany w ceremoniach religijnych oraz przez niewielkie grupy ludności rozproszone po całym kraju)
- santali (właściwy dla grupy plemion zamieszkującej płaskowyż Chota Nagpur na terenie stanów: Bihar, Chhattisgarh, Jharkhand i Orisa)
- sindhi (zachodnie pogranicze stanów Gujarat i Radżastan)
- tamilski (język urzędowy w stanach i terytoriach Puducherry i Tamilnadu)
- telugu (język urzędowy w stanach Andhra Pradesh i Telangana)
- urdu (język urzędowy w stanach Dżammu i Kaszmir i Telangana)

## Inne popularne języki Indii
(bez oficjalnego statusu, ale którymi posługuje się ponad 5 milionów osób)
- awadhi
- bhodźpuri (w stanie Bihar)
- bundeli
- ćhattisgarhi (w stanie Chhattisgarh)
- haryanvi (w stanie Hariana)
- kanaudźi (w stanie Uttar Pradeś)
- magadhi (w południowej części stanu Bihar)
- marwari (w Radżastanie)